# 汨羅江追擊戰鬥
汨羅江追擊戰鬥發生於1926年8月19日－22日，地點則是在中國湘東北一帶，是國民革命軍北伐戰爭的戰鬥之一。汨羅江追擊戰鬥的交戰雙方，一方為國民革命軍，另一方為桂軍韓彩鳳部。

## 參看
- 中華民國北洋政府時期內戰戰鬥列表